# Hans-Joachim Lutz
Hans-Joachim Lutz (* 10. Februar 1969) ist ein deutscher Jurist. Er ist seit dem 27. August 2020 Richter am Bundesgerichtshof.

## Leben und Wirken
Lutz trat nach Beendigung seiner juristischen Ausbildung und einer wirtschaftswissenschaftlichen Zusatzausbildung 1996 in den Justizdienst des Freistaates Bayern ein und war zunächst bei der Staatsanwaltschaft Bayreuth tätig. 1999 bis 2001 war er als wissenschaftlicher Mitarbeiter an die Bundesanwaltschaft beim Bundesgerichtshof beim Bundesgerichtshof abgeordnet. Während der Abordnung wurde er 1999 zum Staatsanwalt ernannt. 2002 erfolgte seine Ernennung zum Richter am Landgericht Würzburg. 2006 wechselte Lutz zur Staatsanwaltschaft München I. 2011 erfolgte seine Ernennung zum Oberstaatsanwalt bei der Generalstaatsanwaltschaft München. 2012 bis 2013 war er für einen Untersuchungsausschuss an den Deutschen Bundestag abgeordnet. Seit 2014 war er bis zu seiner Ernennung am Bundesgerichtshof Richter am Oberlandesgericht München. Lutz ist promoviert.
Das Präsidium des Bundesgerichtshofs wies Lutz zunächst dem 4. Strafsenat zu. Inzwischen ist er dem 2. Strafsenat zugewiesen.
Seit der 72. Auflage ist er gemeinsam mit Thomas Fischer und Stephan Anstötz Co-Autor des Kurzkommentars Fischer StGB.